# Reformierte Kirche Ardez

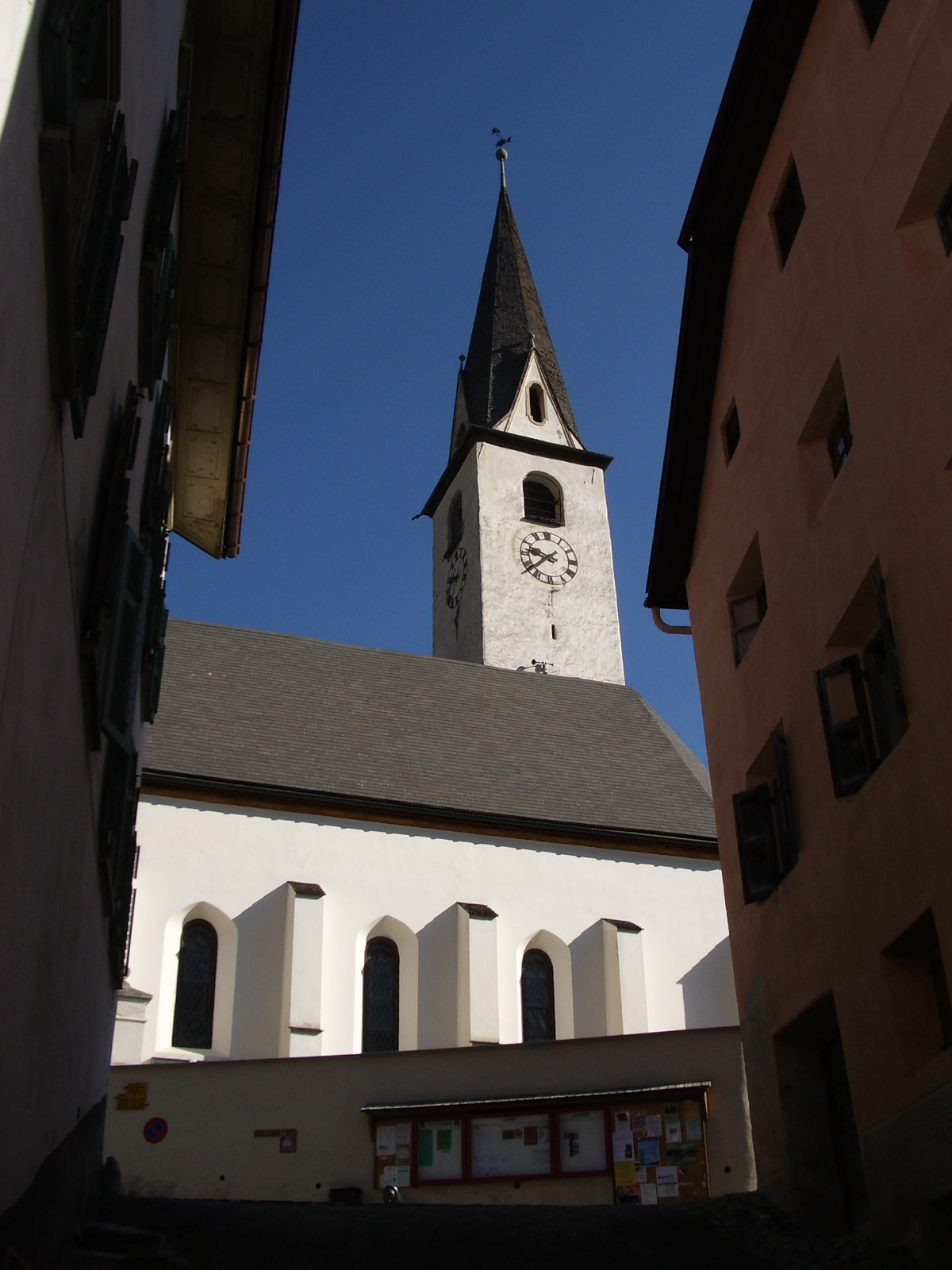
Aussenansicht der reformierten Ardezer Kirche

Die reformierte Kirche in Ardez im Unterengadin ist ein denkmalgeschütztes evangelisch-reformiertes Gotteshaus und der erste reformierte Schweizer Kirchenbau mit Empore.

## Geschichte und Ausstattung
Ersturkundlich bezeugt ist eine Ardezer Kirche im Hochmittelalter im 12. Jahrhundert. Die heutige Kirche geht auf einen Neubau aus den Jahren 1576–77 nach Annahme der Reformation im Dorf Ardez zurück. Renoviert wurde sie 1948 und letztmals restauriert 1979–89.
Die Kirche stellt ein Langhaus mit zwei Schiffen, einem Haupt- und einem nördlich angebauten Nebenschiff, dar. Auffällig im Schiff und raumprägend sind die mächtig abgestützten und mit Arkaden gezierten Emporen.
Die Kanzel datiert auf das Jahr 1577. Die Orgel wurde 1818/19 eingebaut und 1968 restauriert.
Im Jahr 1803 wurde eine zweite Glocke von der Giesserei Grassmair im Ötztal in die Glockenstube eingebaut. 1909 kamen noch zwei weitere Glocken von der Giesserei Egger in Staad bei Rorschach hinzu.

### Prädikantenstreik
Bei der Bündner Synode im Juni 1790 kam es in der Kirche zum Beschluss des Bündner Prädikantenstreiks.

## Kirchliche Organisation
Ardez stand lange als unabhängige Kirchgemeinde in Pastorationsgemeinschaft mit Ftan. Seit 1. Januar 2016 ist Ardez Teil einer fusionierten Kirchgemeinde Ardez – Ftan – Guarda innerhalb der evangelisch-reformierten Landeskirche Graubünden.

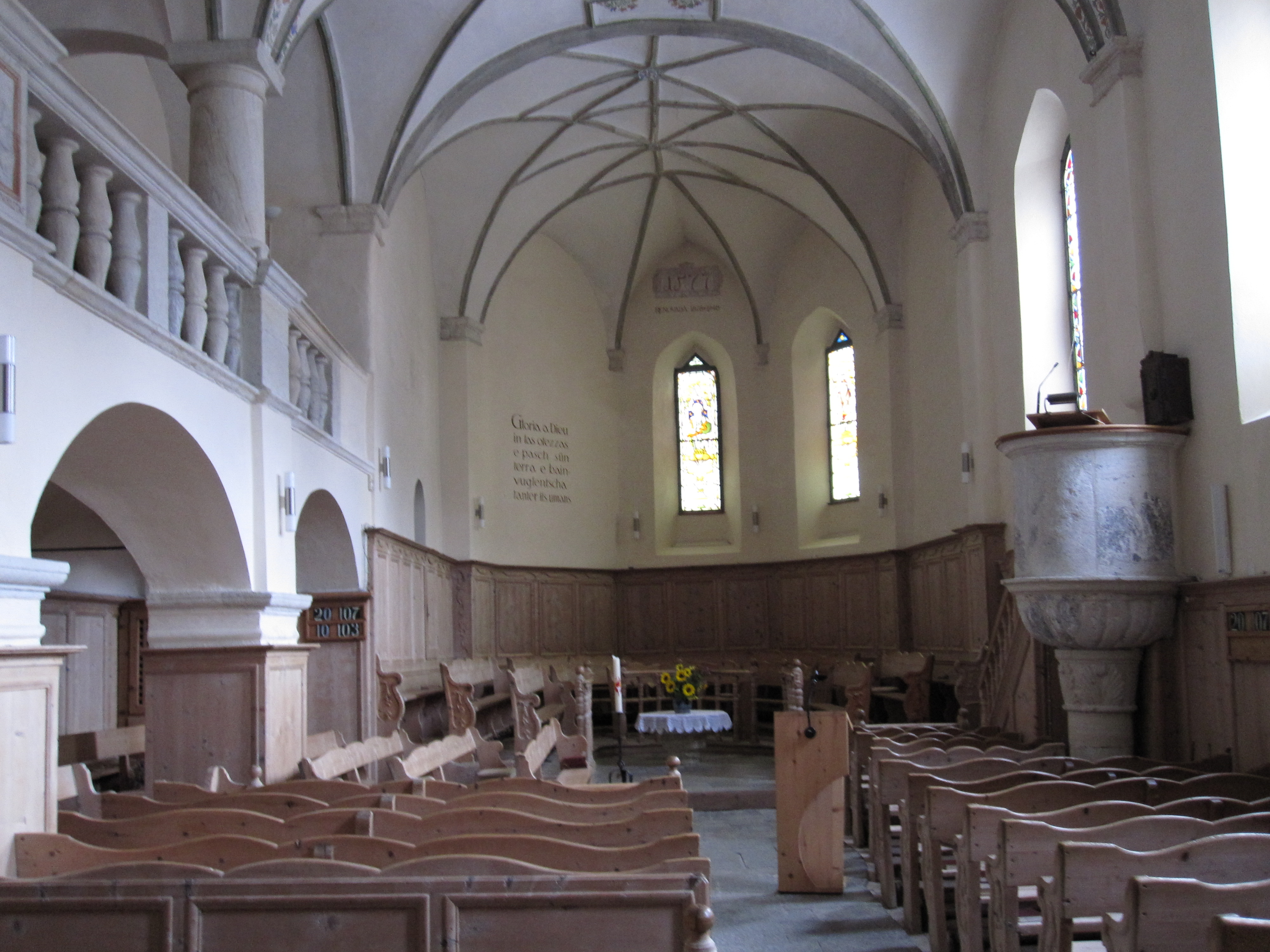
Innenraum
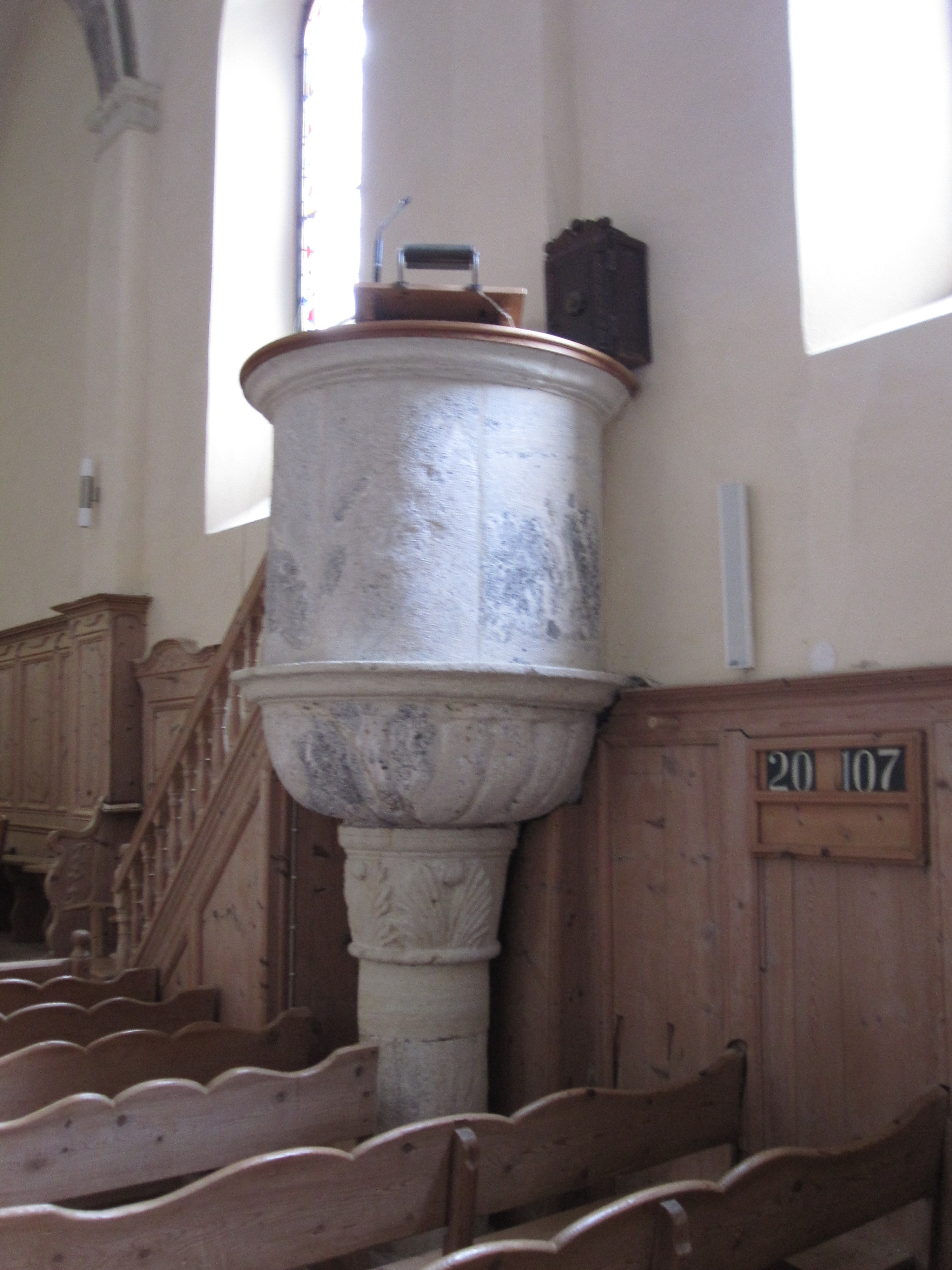
Kanzel
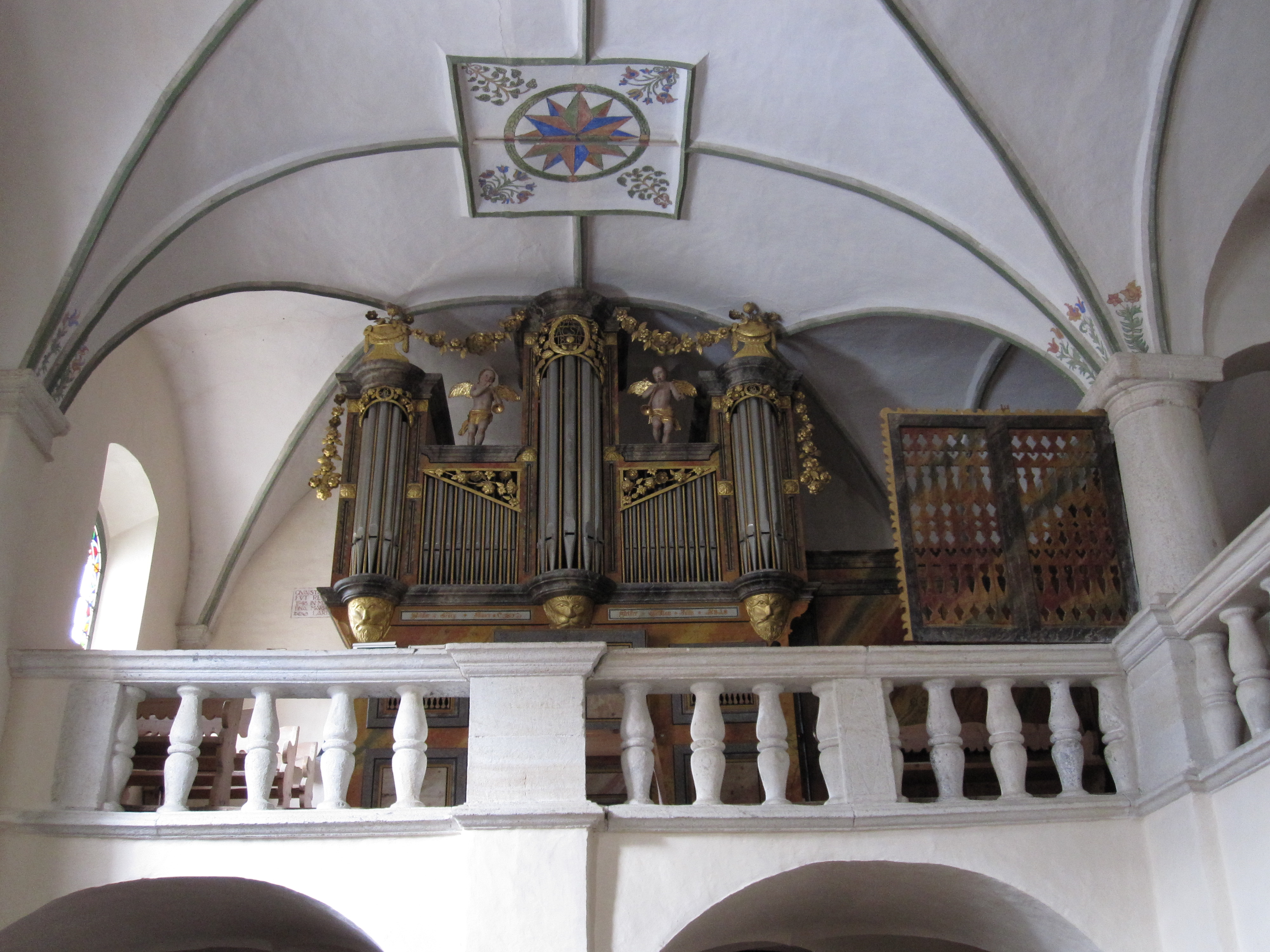
Orgel
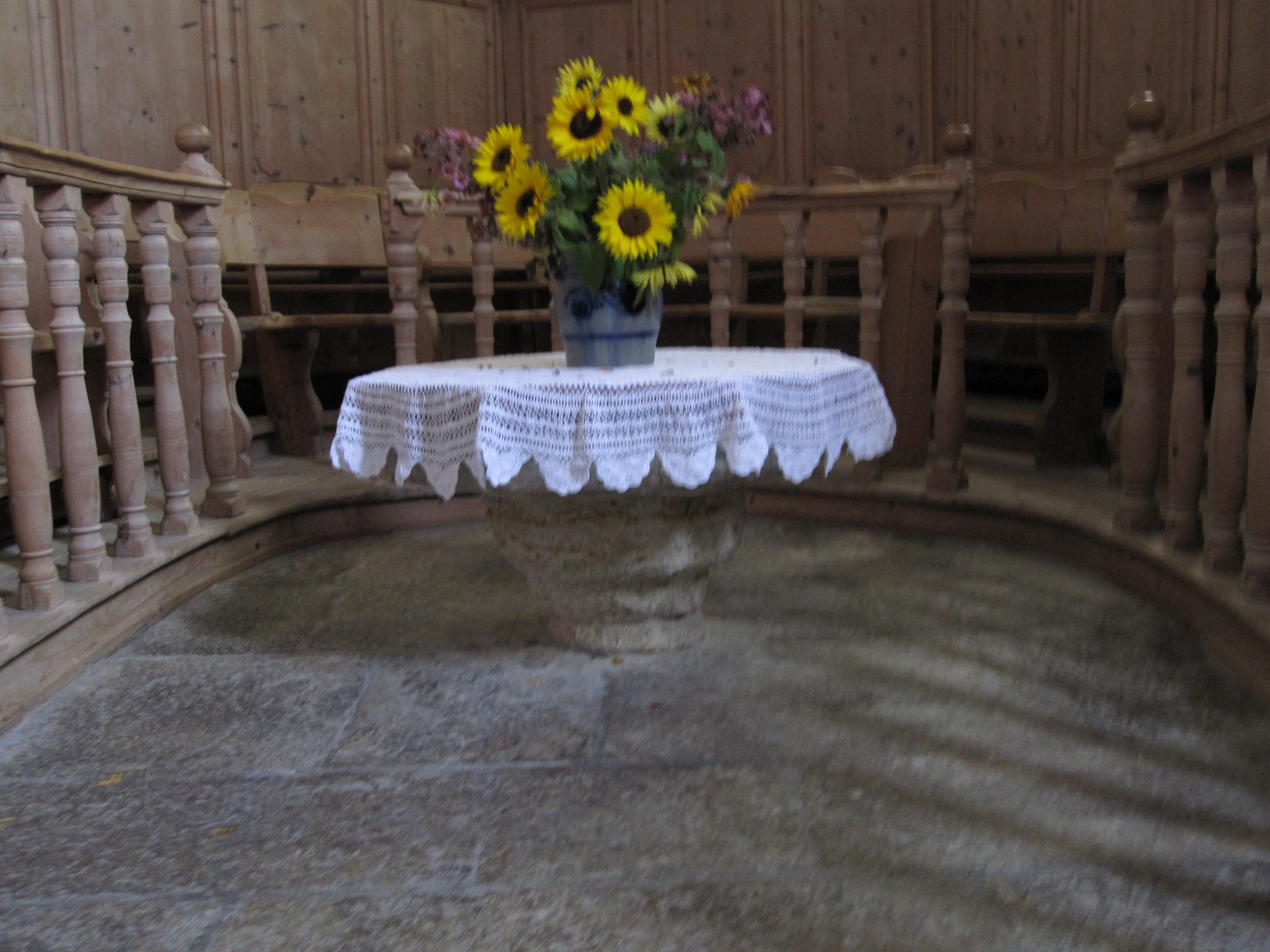
Auffallend niedriger Taufstein
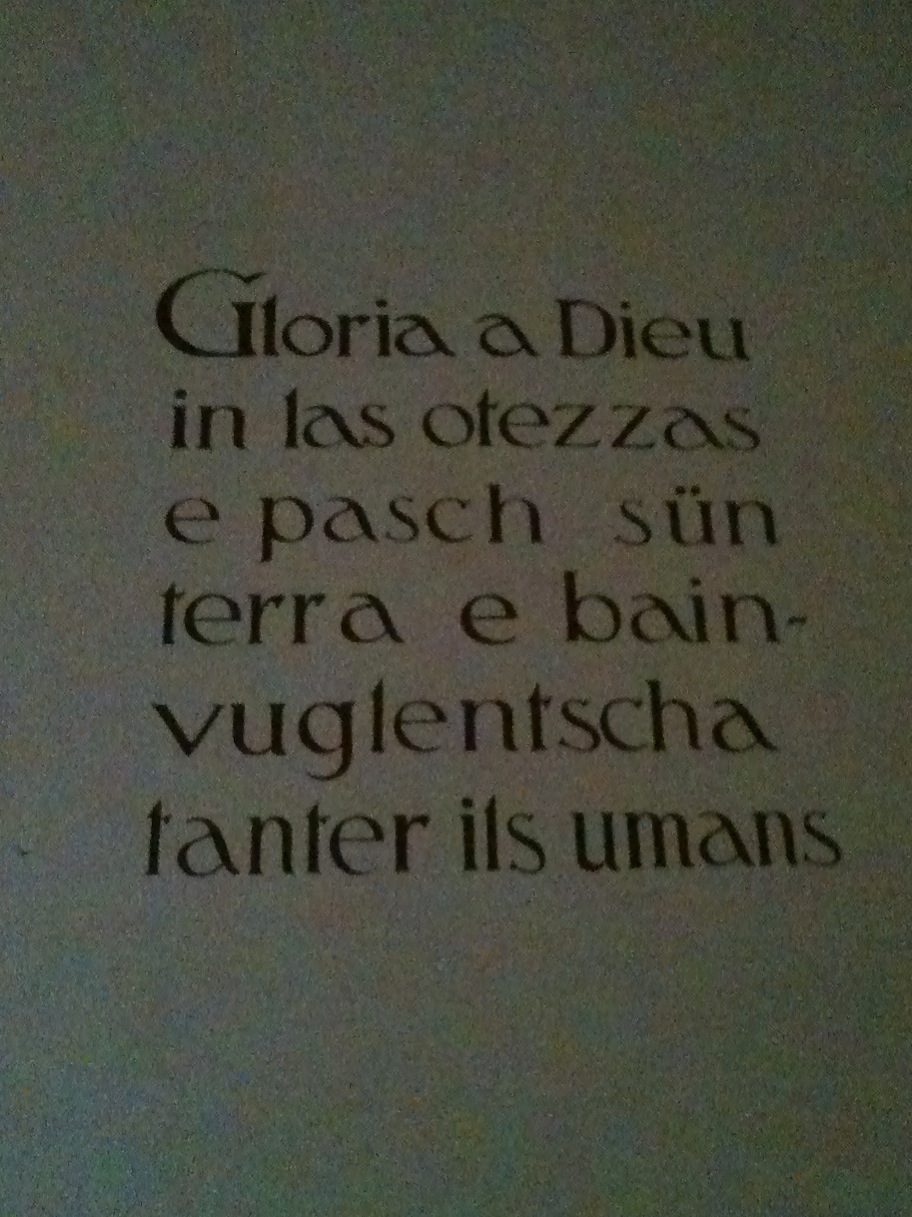
Wandinschrift auf Vallader: Ehre sei Gott in der Höhe und Friede auf Erden und unter den Menschen ein Wohlwollen
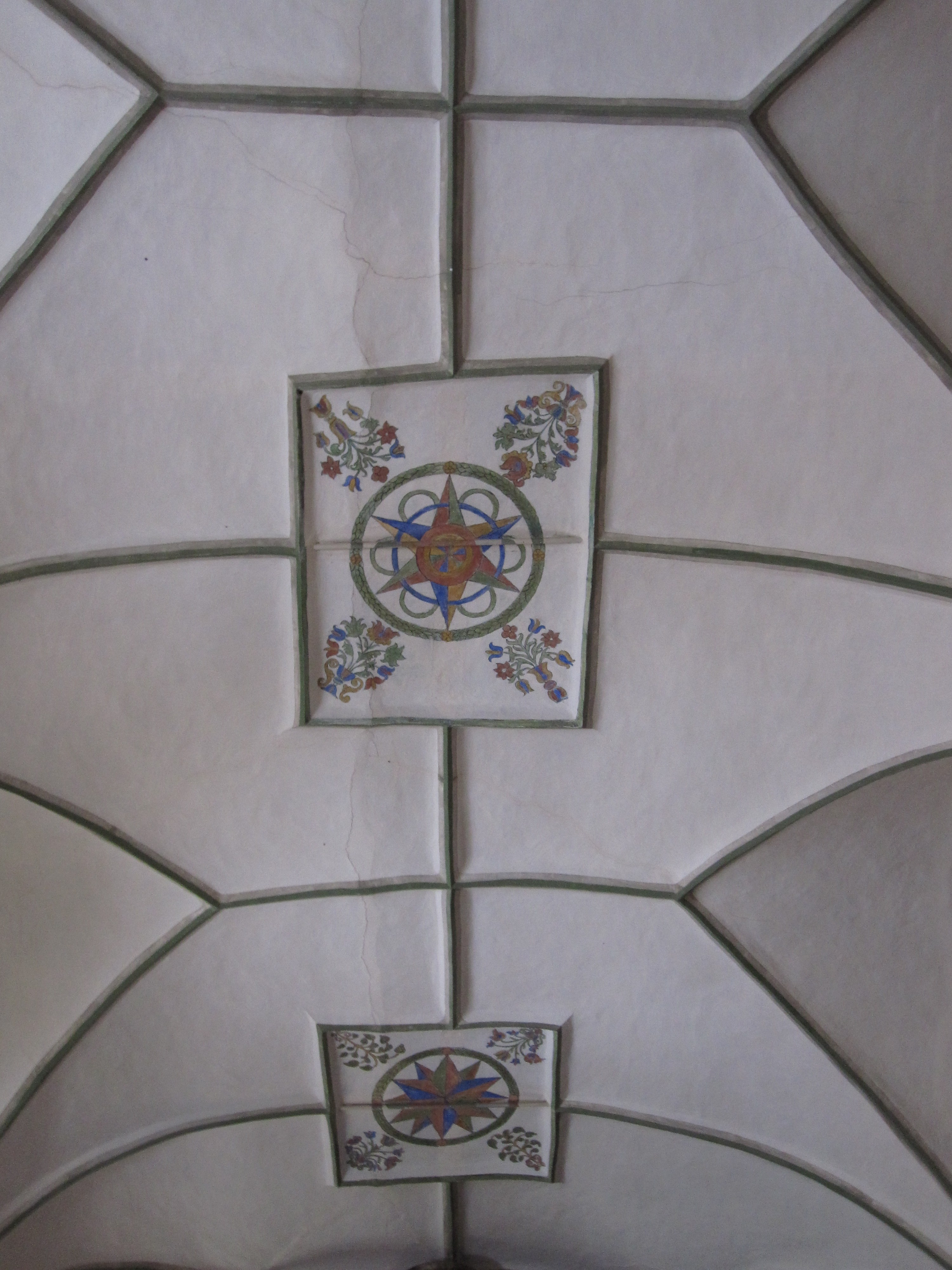
Gewölbe und Deckenmalerei
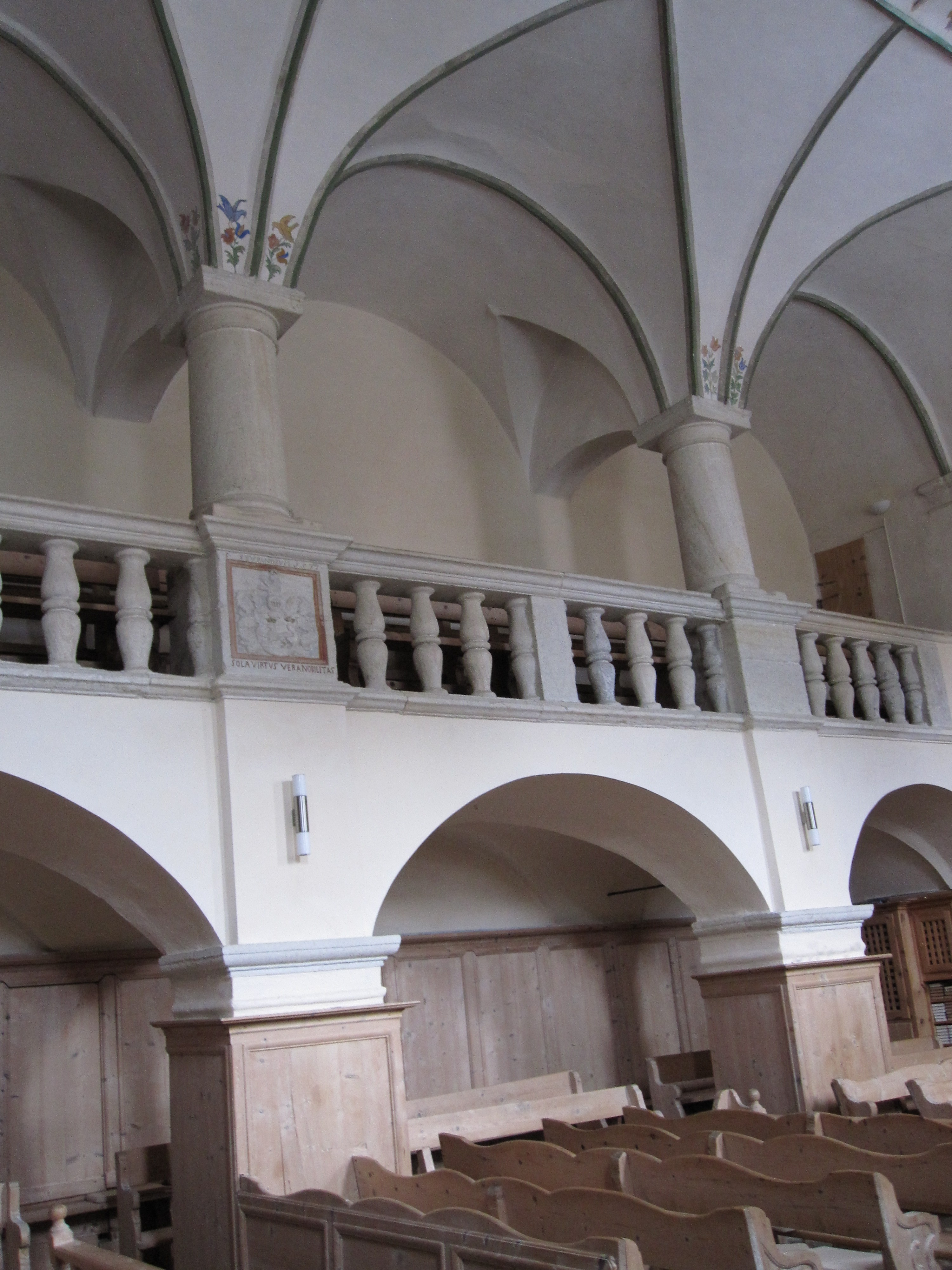
Seitenempore
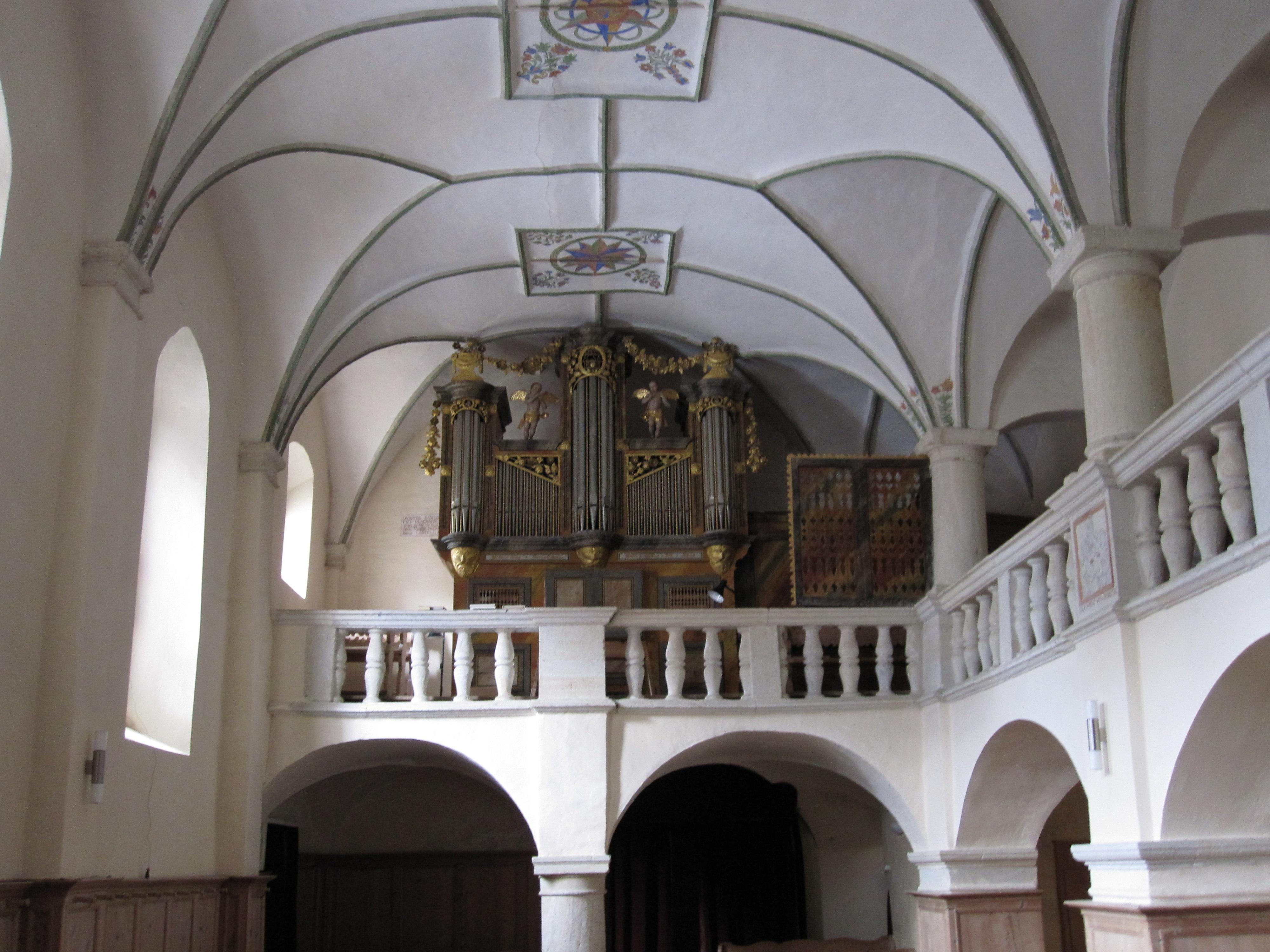
Blick aus dem Chor Richtung Orgel
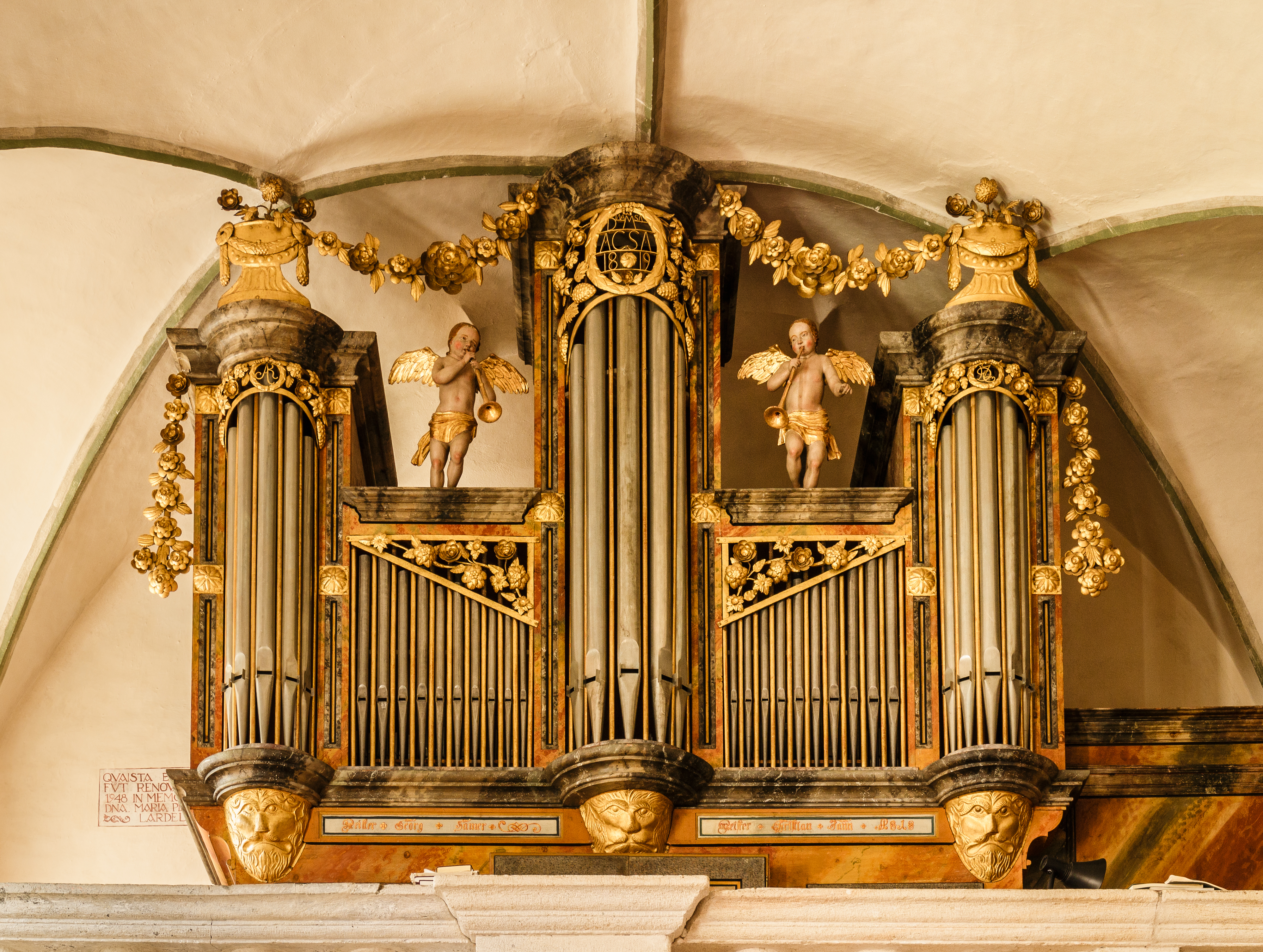
Orgel.